# Хімсекс

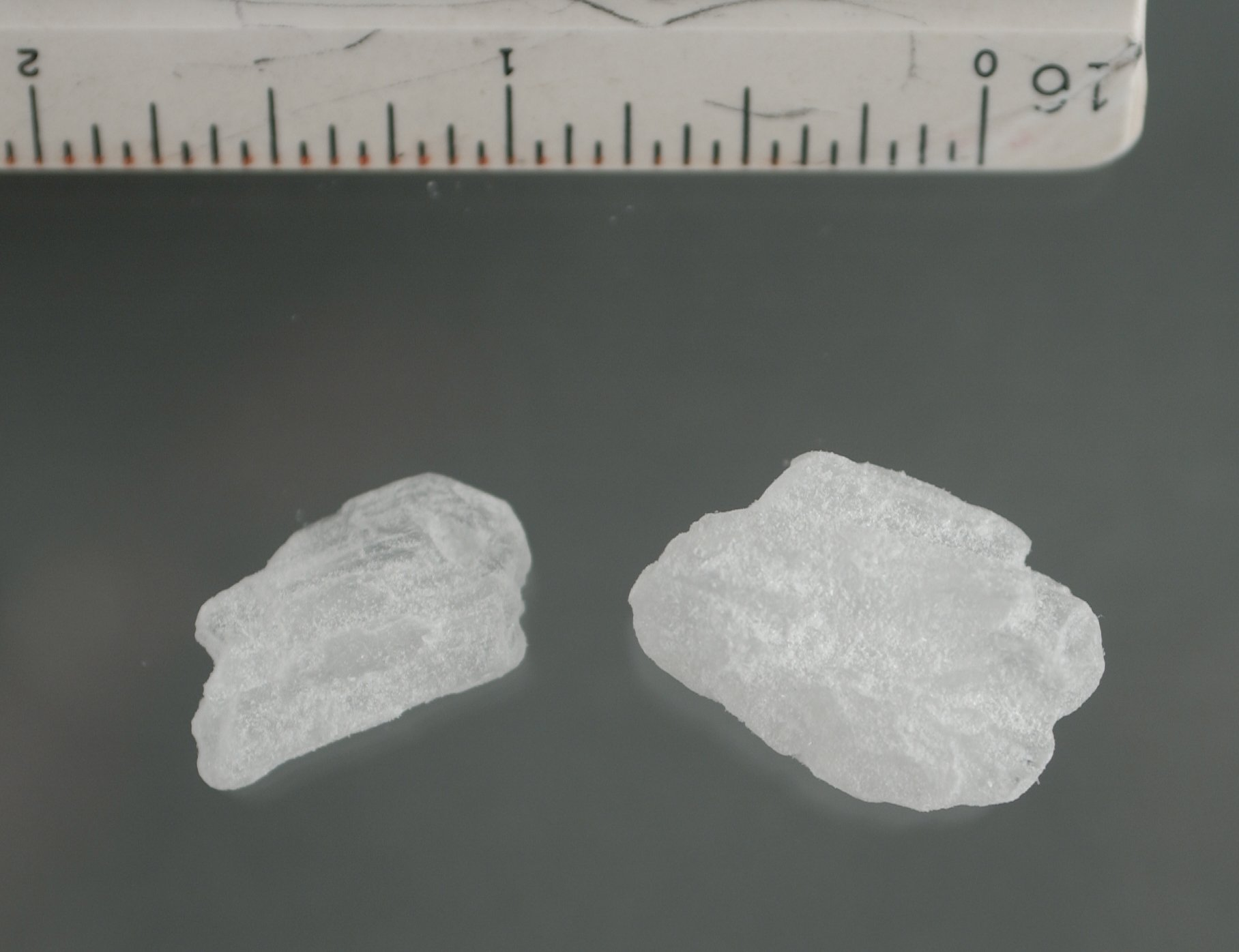
Метамфетамін —це наркотик, який найбільше асоціюється з вечірками та іграми.

Вечірки та ігри (PnP, від англ. Party and play), які також називають хімсекс, — це вживання наркотиків для сприяння або посилення сексуальної активності. Соціологічно це відноситься до субкультури рекреаційних споживачів наркотиків, які займаються сексом високого ризику під впливом наркотиків у підгрупах. Це може включати незахищений секс під час сеансів із кількома сексуальними партнерами, який може тривати днями.
Зазвичай препаратом вибору є метамфетамін, відомий як кристали, мет або фен, але також використовуються інші наркотики, такі як мефедрон, ГОК, гамма-бутиролактон та алкілнітрити (відомі як попперси). Термін slamsex пов'язаний із споживачами ін'єкційних наркотиків.
Деякі дослідження показали, що люди, які беруть участь у таких сексуальних вечірках, мають більшу ймовірність заразитися ІПСШ, включаючи ВІЛ/СНІД, через незахищений секс із великою кількістю сексуальних партнерів. З цієї причини це вважається «пріоритетом охорони здоров'я».

## Термінологія
Деякі учасники прозвали практику «party 'n' play» («PNP» або «PnP»). Інші називають це «високим і збудженим» («HnH»).
Термін хімсекс більше асоціюється з гей-сценою в Європі, у тому числі в Україні, тоді як термін PnP зазвичай використовують чоловіки-геїта інші чоловіки, які мають секс з чоловіками (ЧСЧ) у Північній Америці та Австралії.

## Учасники та наркотики

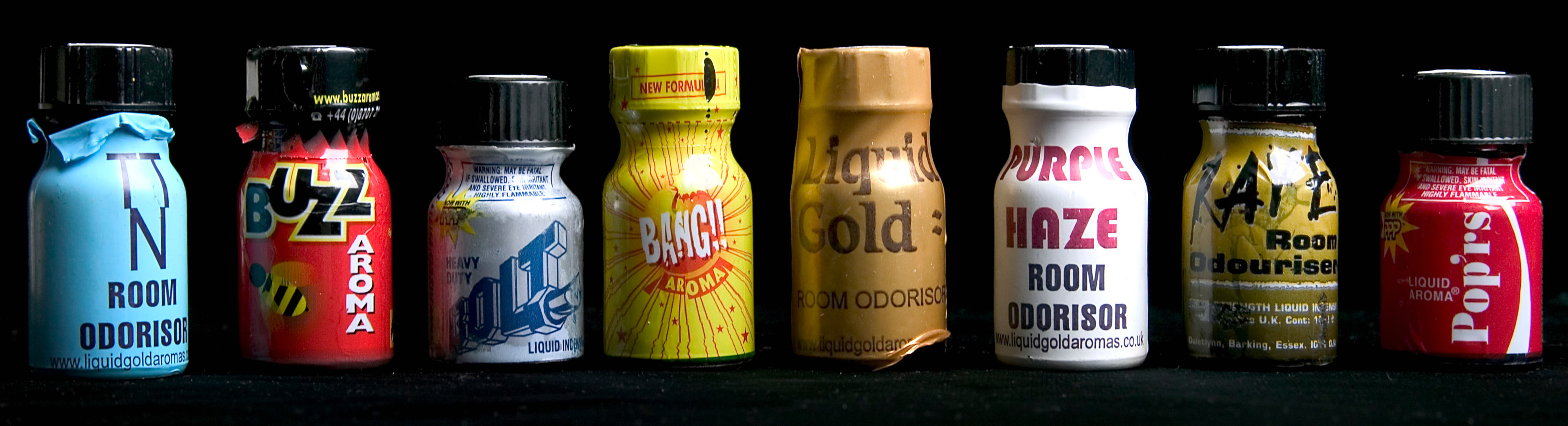
Добірка попперів

Згідно до телевізійного документального фільму «San Francisco Meth Zomdie», метамфетамін часто використовується в рекреаційних цілях через його дію як потужний афродизіак, ейфорійний засіб і стимулятор. Далі було описано, що «ціла субкультура, відома як party and play, базується на вживанні метамфетаміну». Чоловіки-геї, які належать до цієї субкультури, зазвичай зустрічаються на сайтах знайомств для сексу. На таких сайтах чоловіки часто включають такі позначення, як «хімія», «хімсекс» або «PnP». Оскільки стимулюючі препарати, такі як мет, різко затримують потребу сну, підвищують сексуальне збудження та, як правило, пригнічують еякуляцію, статеві контакти PNP можуть тривати багато годин або навіть днів.
Метамфетамін, прийнятий у кількості, що перевищує призначену або рекомендовану, подовжує симптоми інтоксикації до восьми годин. У деяких випадках сексуальні контакти іноді відбуваються безперервно протягом кількох днів разом із повторним вживанням мету. Мет використовується для створення ейфорії, «підвищення сексуального апетиту» та сексуальної витривалості. Ломка після вживання метамфетаміну таким чином дуже часто є важкою, з вираженою гіперсомнією.
Кетамін дуже відрізняється від основних хімічних наркотиків, оскільки це дисоціативний галюциноген, який спотворює сприйняття та створює відчуття відстороненості. В медицині кетамін використовується як засіб наркозу, або знеболення. Використовується під час хімсексуальних зустрічей, щоб «поліпшити сприйнятливий анальний статевий акт або фістинг».
Дослідження відвідувачів сауни в Барселоні, Іспанія, у 2016 році показало, що найпоширенішими наркотиками в хімічному сексі є «ГГБ/ГБЛ, кокаїн, екстазі (MDMA), попперс і віагра».
Дослідження 2014 року щодо хімсексу в Лондоні, Великобританія, показало, що наркотики, пов'язані з хімсексом, включають мефедрон, ГГБ/ГБЛ, метамфетамін, кетамін і кокаїн.
Інтернет-дописи чоловіків, які шукають досвіду хімсексу, часто вдаються до сленгу, щоб показати, який наркотик вони використовують. Ці препарати, як правило, пригнічують ерекцію статевого члена, явище, відоме під сленговим терміном «кристалічний пеніс» або «твікерський член». Через це, багато чоловіків використовують ліки від еректильної дисфункції, такі як силденафіл, варденафіл і тадалафіл. Лоперамід часто приймають учасники пасивного анального сексу, щоб довше бути чистими.
Для деяких учасників вживання психоактивних речовин може сприяти виникненню «ефекту страуса», через який ігноруються ризики ВІЛ/СНІДу. Популярні дискурси що до «розгальмування» забезпечують загальноприйняте виправдання для діяльності, яка здійснюється під впливом стимуляторів.

## Ризики
Вживання таких наркотиків, як мефедрон, ГГБ/ГБЛ і метамфетамін, до або під час сексу може мати різні фізичні наслідки. Це можуть бути зневоднення, підвищений ризик зараження ВІЛ та іншими ІПСШ, а також порушення, пов'язані з прийомом наркотиків. Зневоднення є широко поширеною проблемою хімічного сексу, адже через препарати учасники можуть забути пити воду. Це може призвести до серйозних проблем зі здоров'ям, включаючи судоми і навіть смерть. ГГБ/ГБЛ і кристалічний метамфетамін також можуть підвищити ризик отримання травм через нещасні випадки або сексуальні контакти, які пройшли не так. Ці травми можуть бути як незначними (порізи та синці), так і небезпечними у важких випадках, (крововиливи, анальні тріщини, розриви заднього проходу, анальний пролапс, задушення тощо). Крім того, використання цих препаратів може вплинути на ерекцію та еякуляцію. Геї/бісексуали часто використовують віагру або інші ліки від ЕД, щоб подолати цю проблему. Це означає, що їхній організм має справлятися зі взаємодіями ліків, які дуже часто несумісні, що у багатьох випадках призводить до передозування, судом, серцевих нападів, інсульту, паралічу, неврологічних ушкоджень і навіть смерті. Ці ризики вищі у літніх чоловіків і тих, хто вже має захворювання. 
Та сама втрата гальмування, спричинена прийомом наркотиків, робить ентузіастів хімсексу більш вразливими до більш безпосередніх загроз, таких як пограбування, зґвалтування на побаченні, напад або вбивство, здійснене кимось, з ким вони зустрічаються для сексу. Чоловіки що займаються хімсексом заявили, що сексуальна згода під впливом наркотиків не є чітко визначеною, і думка, ніби людина на вечірці має згоду може бути хибною.
Фраза «party and play —and pay» (укр. Вечірка та гра та плата) виникла як попередження про те, що PNP можуть призвести до неврологічних ушкоджень і покликати до сексу без презервативу, що збільшує шанси зараження ВІЛ і резистентності до ліків проти ВІЛ.
Використання кристалічного метамфетаміну або мефедрону для хімічного сексу пов'язане з «сексуальною поведінкою високого ризику… без урахування наслідків, поганим дотриманням ВААРТ, неналежним використанням презервативів, тривалими епізодами (часто травматичних) сексуальних потягів (наприклад, фістингу), як правило, тривалістю два-три дні, сексом з кількома партнерами. ЧСЧ, які вживають ін'єкційні наркотики, як правило, використовують „незграбні ін'єкційні практики та знання“, що підвищує ризик проблем через ін'єкції. Крім того, оскільки більшість хімсексу відбувається на приватних домашніх вечірках, працівникам соціальних служб охорони здоров'я важко зв'язатися з учасниками, щоб повідомити їм про безпечніші практики. Досяжнішими є геї в нічних клубах, адже до них можуть звернутися аутрич-працівники».
Мет пригнічує вегетативну реакцію та може викликати виразки та садна в роті. Відкриті рани чи пошкоджені слизової можуть перетворити типові статеві акти з низьким ризиком ВІЛ, такі як оральний секс, у сексуальну активність із набагато вищим ризиком, якщо тільки всі ВІЛ-позитивні учасники проходять ВААРТ, або всі ВІЛ-негативні учасники приймають PrEP в суворій відповідності до рецептурної інструкції.

## Статистика
За даними британського дослідження 2006 року, чоловіки, які під час хімсекс-вечірок приймають метамфетамін, кокаїн, MDMA і кетамін, вдвічі частіше мають секс без використання презерватива або PrEP. Дослідження також виявило, що до 20 % чоловіків-геїв із спортивних залів у центрі Лондона пробували метамфетамін, наркотик, який найбільше асоціюється з PNP.

## Історія та культурне значення

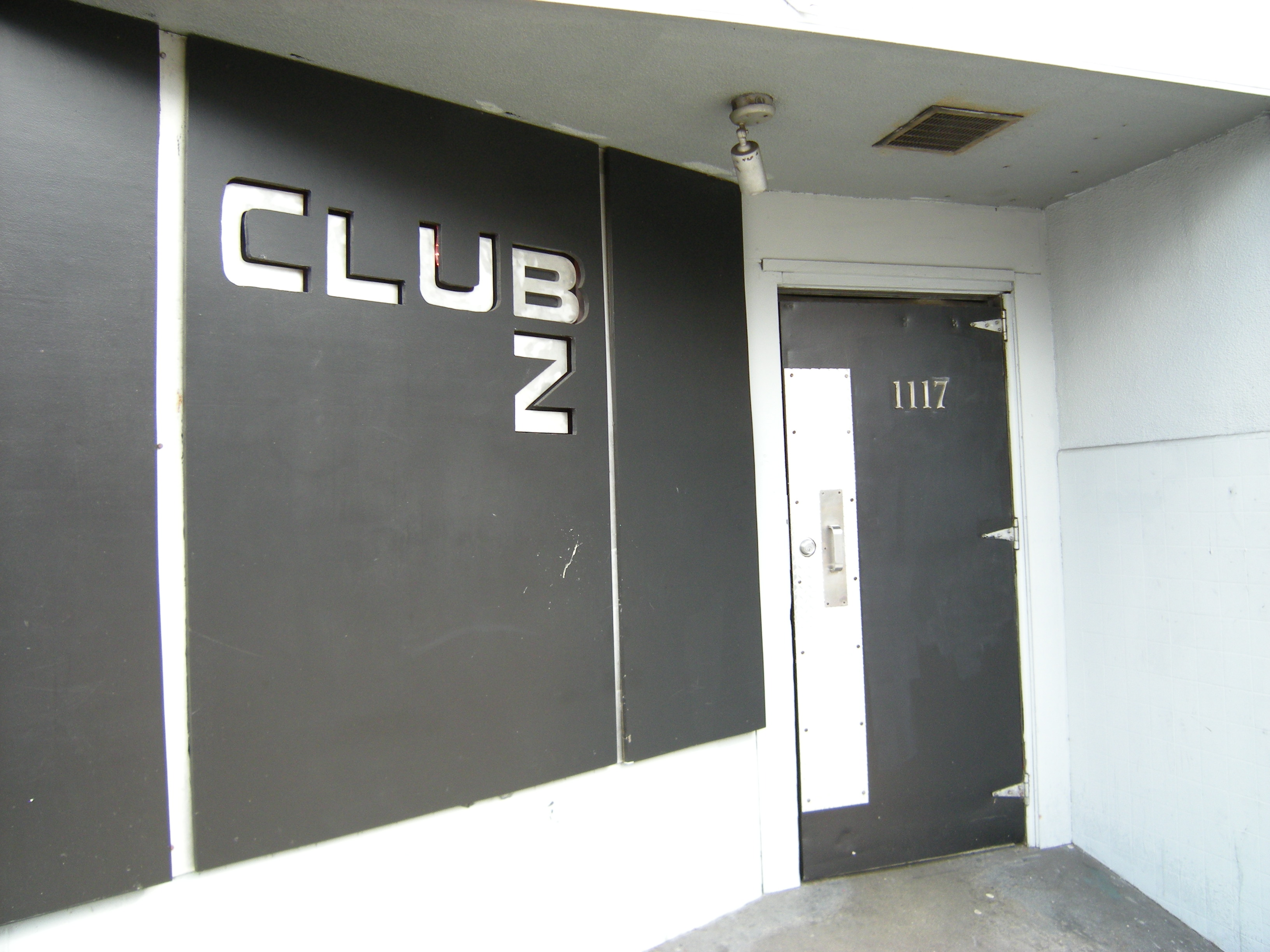
PNP асоціюються з сауною та лазнею. На фото лазня Club Z у Сіетлі, США.

Субкультури вживання психотропних наркотиків давно існують у міських гей-спільнотах, починаючи з епохи диско 1970-х років і раніше. Ці речовини використовували для танців, спілкування, спільних святкувань і для інших цілей. Розвиток сайтів і додатків для знайомств у 90-х роках дав чоловікам нові способи шукати та зустрічатися з сексуальними партнерами, включаючи можливість влаштовувати приватні сексуальні зустрічі вдома.
З початку 2000-х років кількість історичних місць, де геї могли соціалізуватися, таких як бари, клуби та танцювальні заходи, зменшилася у відповідь на низку факторів, у тому числі джентрифікацію, закони про зонування, ліцензійні обмеження, збільшення кількості замкнутих або сексуально ковзаючих чоловіків, які перебувають під впливом наркотиків і зростання популярності цифрових технологій для сексуальних і соціальних цілей.
Таким чином, хімсекс виник як альтернативна форма секс-вечірок, він дозволяє учасникам уникнути громадського контролю та природи «публічного простору», який може бути осудливим, тривожним і небезпечним. На таких вечірках нові популярні наркотики, як метамфетамін і ГГБ/ГБЛ, замінили "танцювальні наркотики<i id="mwkw">»</i>, такі як екстазі. 
Хоча сеанси PNP, як правило, організовуються навколо сексу, є деякі докази того, що вони можуть служити низці соціальних цілей для своїх учасників, включаючи можливість зустрітися з іншими геями, стати друзями, брати участь в еротичних іграх і експериментах. У деяких випадках сеанси PNP відіграють певну роль у формуванні вільних соцмереж, які цінують і на які покладаються учасники. Для деяких інших чоловіків все більша залежність від додатків і веб-сайтів для організації сексу може призвести до відчуття ізоляції, що може посилити ризик наркотичної залежності, особливо за відсутності інших місць для спілкування та формування гей-спільноти.
Дослідження 2014 року показало, що однією з ключових причин прийому наркотиків до та під час сексу було підвищення сексуальної впевненості та зменшення таких емоцій, як почуття невпевненості у собі, почуття «внутрішньої гомофобії» з боку суспільства, побоювання, щодо діагнозу ВІЛ або «почуття провини, пов'язане з наявністю чи бажанням гей-сексу». Ключовим питанням впевненості в собі для учасників дослідження був «образ тіла», питання, яке посилилося через те, що додатки соціальних мереж зосередили увагу на зовнішньому вигляді, оскільки в цих додатках увага приділяється ідеалізованим чоловічим тілам, які є «підтягнутими та м'язистими». Чоловіки також хвилюються з приводу своєї сексуальної активності, а прийом наркотиків може зменшити ці тривоги та дати їм більше задоволення від сексу.

## Критика
Було помічено, що достовірних даних і відповідних досліджень, як правило, бракує, і така ситуація породжує атмосферу моральної паніки. У статті, опублікованій The Guardian, стверджується, що перебільшене репортаж може створити у громадськості викривлене уявлення про масштаби цього явища, що може підвищити рівень колективної тривоги